# Mickaël Laurent
Pour les articles homonymes, voir Laurent.
Mickaël Laurent, né le 20 octobre 1980, est un coureur cycliste français. Il a notamment remporté le Tour de Guyane à trois reprises.

## Palmarès et résultats

### Palmarès par année
- 2004
  - Prologue et 6e étape du Tour de Martinique
  - Tour de Guyane
- 2005
  -  Médaillé d'argent du championnat des Caraïbes sur route
- 2006
  - Prologue et 3ea étape (contre-la-montre) du Trophée de la Caraïbe
- 2007
  - Champion de Martinique sur route
- 2008
  - Champion de Martinique du contre-la-montre
  - 3eb étape du Trophée de la Caraïbe
- 2009
  - Champion de Martinique du contre-la-montre
- 2010
  - 2e du Trophée de la Caraïbe
  - 2e du championnat de Martinique du contre-la-montre
- 2011
  - 8ea étape du Tour de Martinique
- 2012
  - Champion de Martinique du contre-la-montre
  - 1re et 5e étape du Tour de Martinique
- 2013
  - Champion de Martinique sur route
  - Champion de Martinique du contre-la-montre
  - 2ea étape du Tour de Guyane
  - 2e du Tour de Guyane
- 2014
  - 1re étape du Trophée de la Caraïbe
  - 2e du Tour de Guyane
- 2015
  - 3e étape du Grand Prix du 22 Mé
  - 8ea et 9e étapes du Tour de Martinique
  - 3e étape du Tour de Guadeloupe
  - 4e étape du Tour de Guyane
- 2016
  - 1re étape du Grand Prix Cap Nord
  - 4ea étape du Tour de Marie-Galante
  - 3e du Grand Prix Cap Nord
- 2017
  - Champion de Martinique sur route
  - 2e étape des Six Jours de Martinique
  - Grand Prix du Saint-Esprit
  - Grand Prix du Foyer du Morne-Acajou
  - 3ea étape du Critérium des Quartiers du Lamentin
  - 9e étape du Tour de Martinique
  - Classement général du Tour de Guyane
  - 2e du Trophée de la Caraïbe
- 2018
  - Champion de Martinique sur route
  - 2e du Tour de Martinique

### Classements mondiaux
| Année            | 2005  | 2006 | 2007 | 2008 | 2008 | 2009 | 2010 | 2011 | 2012 | 2013 | 2014 | 2015 |
| ---------------- | ----- | ---- | ---- | ---- | ---- | ---- | ---- | ---- | ---- | ---- | ---- | ---- |
| UCI Europe Tour  | 1134e |      |      |      |      |      |      |      |      |      |      | 923e |
| UCI America Tour |       |      |      | 294e |      |      |      |      |      |      |      |      |